# Komitas museum
Komitas museum (armeniska:  Կոմիտասի թանգարան-ինստիտուտ) är ett armeniskt personmuseum i Jerevan i Armenien. Det är dedikerat till den armeniske kompositören Komitas, invigdes 2015 och ligger vid Komitas Pantheon i distriktet Shengavit. 
Museibyggnaden ritades av Arthur Meschian. I museet finns också en större konsertsal.

## Bildgalleri

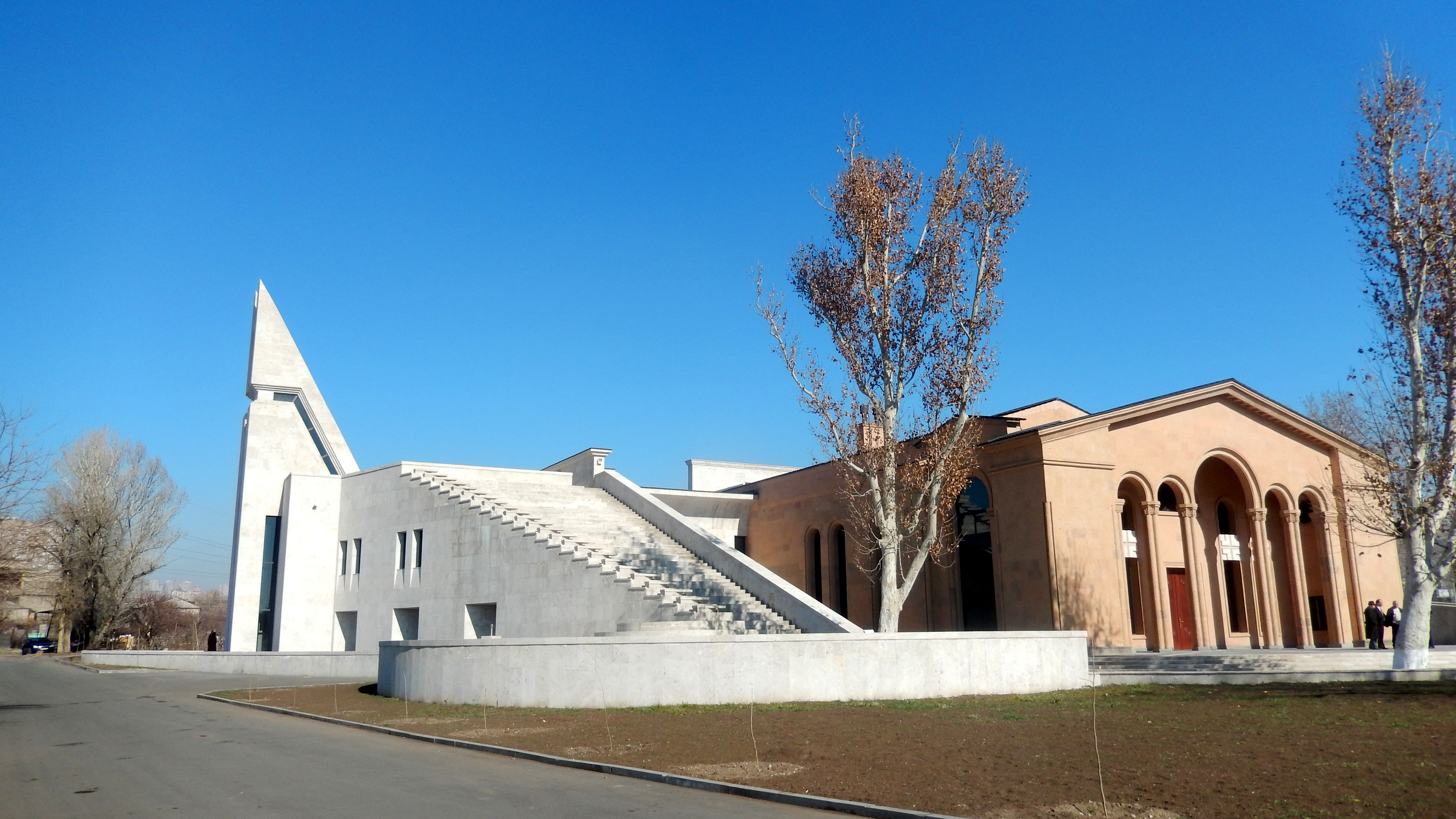
Komitas museum
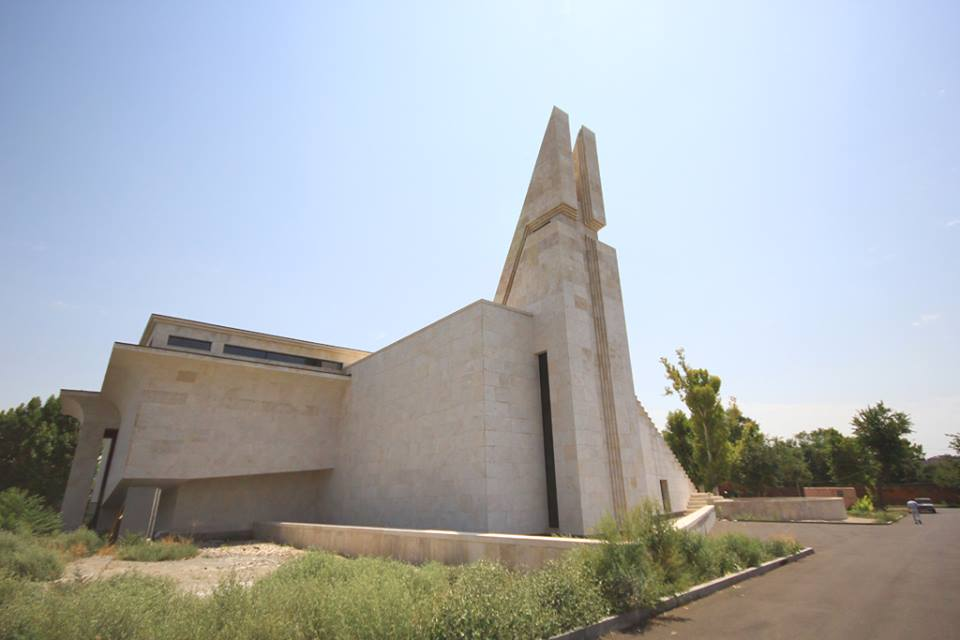
Museets baksida
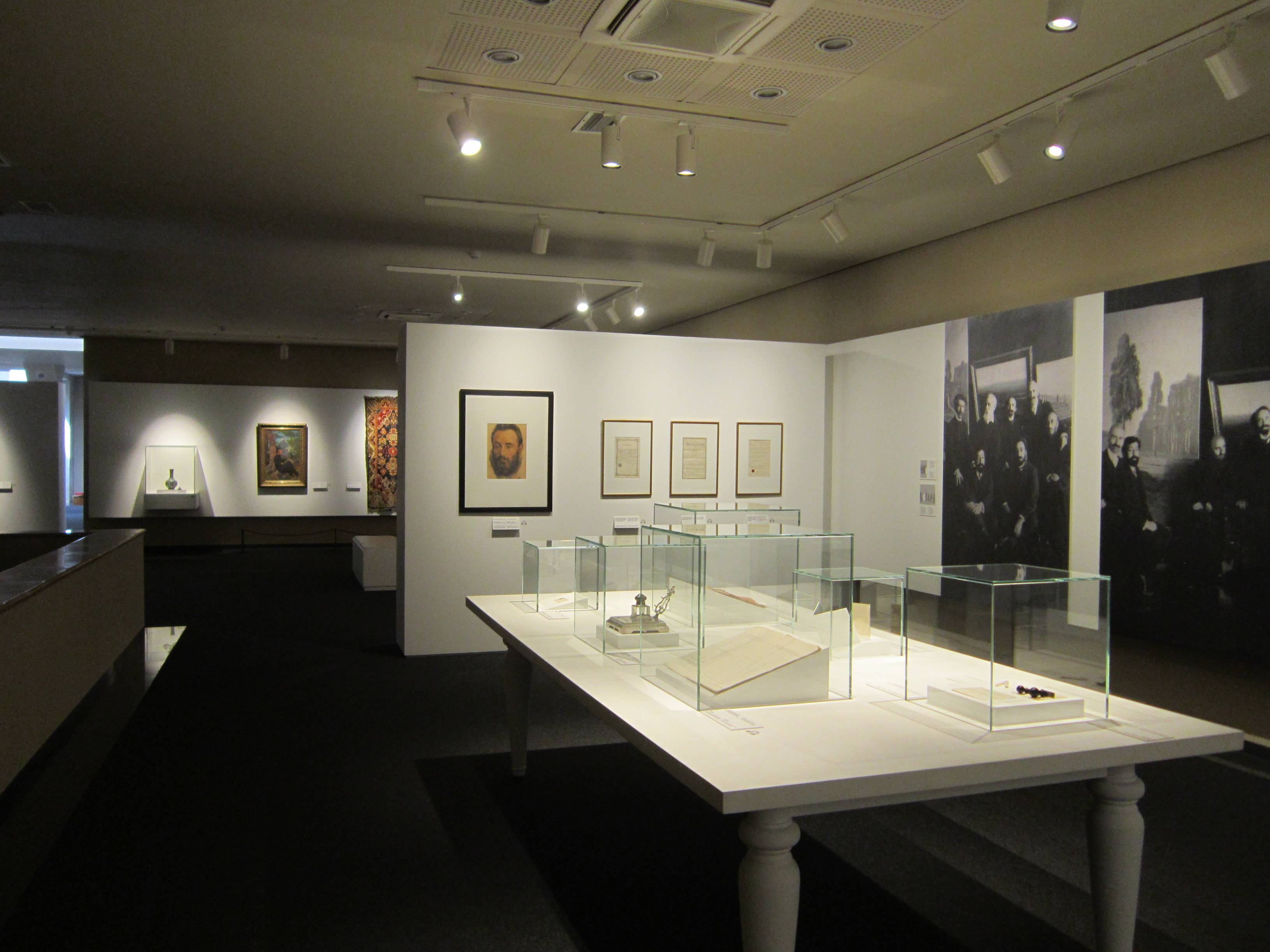
Interiör